# Olympische Sommerspiele 2016/Turnen – Sprung (Männer)
Der Turnwettkampf im Sprung der Männer bei den Olympischen Spielen 2016 in Rio de Janeiro wurde am 15. August 2016 in der HSBC Arena ausgetragen. Die Qualifikationsrunde erfolgte am 6. August 2016.

## Titelträger
| Olympiasieger | Yang Hak-seon | 16,533 | London 2012  |
| Weltmeister   | Ri Se-gwang   | 15,450 | Glasgow 2015 |

## Ergebnisse

### Qualifikation
Jeder Athlet absolvierte zwei Sprünge, als Endresultat wurde die Durchschnittspunktzahl aus beiden Sprüngen berechnet. Benotet wurde bei jedem Sprung die Schwierigkeit (D-Note) sowie die Ausführung (E-Note).
| Rang | Athlet            | Nation             | Sprung 1 | Sprung 1 | Sprung 1 | Sprung 1 | Sprung 2 | Sprung 2 | Sprung 2 | Sprung 2 | Gesamt |
| Rang | Athlet            | Nation             | D-Note   | E-Note   | Abzug    | Pkt.     | D-Note   | E-Note   | Abzug    | Pkt.     | Gesamt |
| ---- | ----------------- | ------------------ | -------- | -------- | -------- | -------- | -------- | -------- | -------- | -------- | ------ |
| 1    | Ri Se-gwang       | Nordkorea          | 6,400    | 9,000    | –0,1     | 15,300   | 6,400    | 9,166    |          | 15,566   | 15,433 |
| 2    | Denis Abljasin    | Russland           | 6,400    | 9,100    | –0,1     | 15,400   | 6,200    | 9,233    |          | 15,433   | 15,416 |
| 3    | Kenzō Shirai      | Japan              | 6,000    | 9,466    |          | 15,466   | 5,600    | 9,500    |          | 15,100   | 15,283 |
| 4    | Ihor Radiwilow    | Ukraine            | 6,000    | 9,433    |          | 15,433   | 6,000    | 9,233    | –0,1     | 15,133   | 15,283 |
| 5    | Marian Drăgulescu | Rumänien           | 6,000    | 9,133    |          | 15,133   | 6,200    | 9,333    | –0,1     | 15,433   | 15,283 |
| 6    | Nikita Nagorny    | Russland           | 6,000    | 9,266    |          | 15,266   | 6,000    | 9,300    |          | 15,300   | 15,283 |
| 7    | Oleh Wernjajew    | Ukraine            | 6,000    | 9,066    |          | 15,066   | 6,000    | 9,300    |          | 15,300   | 15,183 |
| 8    | Tomás González    | Chile              | 6,000    | 9,233    |          | 15,233   | 5,600    | 9,466    |          | 15,066   | 15,149 |
| 9    | Sérgio Sasaki     | Brasilien          | 6,000    | 9,266    |          | 15,266   | 6,000    | 9,066    | –0,3     | 14,766   | 15,016 |
| 10   | Jacob Dalton      | Vereinigte Staaten | 6,000    | 9,133    |          | 15,133   | 6,000    | 8,433    | –0,3     | 14,133   | 14,633 |
| 11   | Artur Dawtjan     | Armenien           | 6,000    | 9,400    | –0,1     | 15,300   | 6,000    | 8,133    | –0,3     | 13,833   | 14,566 |
| 12   | Benjamin Gischard | Schweiz            | 5,200    | 9,100    |          | 14,300   | 5,600    | 9,133    |          | 14,733   | 14,516 |
| 13   | Andrei Muntean    | Rumänien           | 5,600    | 9,033    |          | 14,633   | 5,200    | 9,133    |          | 14,333   | 14,483 |
| 14   | Scott Morgan      | Kanada             | 5,600    | 9,000    |          | 14,600   | 5,600    | 8,841    | –0,1     | 14,341   | 14,470 |
| 15   | Robert Tvorogal   | Litauen            | 5,200    | 8,933    |          | 14,133   | 5,600    | 8,266    | –0,3     | 13,566   | 13,849 |
| 16   | Mikhail Koudinov  | Neuseeland         | 5,200    | 8,933    |          | 14,133   | 4,400    | 9,066    |          | 13,466   | 13,799 |
| 17   | Kim Han-sol       | Südkorea           | 5,200    | 7,433    |          | 12,633   | 6,000    | 8,966    | –0,1     | 14,866   | 13,749 |

### Finale
| Rang | Athlet            | Nation    | Sprung 1 | Sprung 1 | Sprung 1 | Sprung 1 | Sprung 2 | Sprung 2 | Sprung 2 | Sprung 2 | Gesamt |
| Rang | Athlet            | Nation    | D-Note   | E-Note   | Abzug    | Punkte   | D-Note   | E-Note   | Abzug    | Punkte   | Gesamt |
| ---- | ----------------- | --------- | -------- | -------- | -------- | -------- | -------- | -------- | -------- | -------- | ------ |
| 1    | Ri Se-gwang       | Nordkorea | 6,400    | 9,216    |          | 15,616   | 6,400    | 9,366    |          | 15,766   | 15,691 |
| 2    | Denis Abljasin    | Russland  | 6,400    | 9,200    |          | 15,600   | 6,200    | 9,233    |          | 15,433   | 15,516 |
| 3    | Kenzō Shirai      | Japan     | 6,400    | 9,433    |          | 15,833   | 5,600    | 9,466    |          | 15,066   | 15,449 |
| 4    | Marian Drăgulescu | Rumänien  | 6,000    | 9,266    |          | 15,266   | 6,200    | 9,433    |          | 15,633   | 15,449 |
| 5    | Nikita Nagorny    | Russland  | 6,000    | 9,233    |          | 15,233   | 6,000    | 9,400    |          | 15,400   | 15,316 |
| 5    | Oleh Wernjajew    | Ukraine   | 6,000    | 9,400    |          | 15,400   | 6,000    | 9,233    |          | 15,233   | 15,316 |
| 7    | Tomás González    | Chile     | 6,000    | 9,375    |          | 15,375   | 5,600    | 9,300    |          | 14,900   | 15,137 |
| 8    | Ihor Radiwilow    | Ukraine   | 7,000    | 7,933    |          | 14,933   | 6,000    | 9,133    |          | 15,133   | 15,033 |